# Font d'Ordal
La font d'Ordal és una font situada a la plaça de la Creu d'Ordal, al municipi de Subirats (Alt Penedès).
És una font d'obra decorada amb rajoles blanques i blaves formant un escacat als laterals inferiors, amb una coronació de tipus piramidal escalada. La part superior de la font està decorada amb rajola blanca, on hi ha l'aixeta. Al centre de la font hi ha el dipòsit que recull l'aigua. La font té dues inscripcions de marbre. A la de l'esquerra hi diu: 'Captació d'aigües a Subirats i servei de distribució a Ordal'; a la placa de la dreta es llegeix: 'Inaugurat pel president de la Generalitat, molt honorable Sr. Jordi Pujol i Soley. Subirats, 28 d'abril, 1985'.
L'estètica d'aquesta font és la mateixa que en d'altres barris de Subirats, fet que reforça la identitat municipal.